# Саут Роксана (Илиноис)
Саут Роксана (енгл. South Roxana) град је у америчкој савезној држави Илиноис.

## Демографија
По попису из 2010. године број становника је 2.053, што је 165 (8,7%) становника више него 2000. године.
| Група             | 2000.         | 2010.         |
| Белци             | 1.833 (97,1%) | 1.933 (94,2%) |
| Афроамериканци    | 6 (0,3%)      | 14 (0,7%)     |
| Азијати           | 4 (0,2%)      | 5 (0,2%)      |
| Хиспаноамериканци | 16 (0,8%)     | 76 (3,7%)     |
| Укупно            | 1.888         | 2.053         |